# جيك دارسي
جيك دارسي (بالإنجليزية: Jake D'Arcy)‏ هو ممثل بريطاني، ولد في 1945 في تشيتشستر في المملكة المتحدة، وتوفي في 30 مايو 2015.

## وصلات خارجية
- جيك دارسي على موقع IMDb (الإنجليزية)
- جيك دارسي على موقع ألو سيني (الفرنسية)
- جيك دارسي على موقع أول موفي (الإنجليزية)
- جيك دارسي على موقع قاعدة بيانات الأفلام السويدية (السويدية)
- جيك دارسي على موقع قاعدة بيانات الفيلم (الإنجليزية)
- جيك دارسي على موقع كينوبويسك (الروسية)